# Pétion-Ville
Pétionville (em crioulo, Petyonvil), é uma comuna do Haiti, situada no departamento do Oeste e no arrondissement de Port-au-Prince. De acordo com o censo de 2003, sua população total é de 500 000 habitantes.
Seu nome é uma homenagem a Alexandre Pétion, ex-presidente do Haiti e soldado da Revolução Haitiana. É uma área nobre e privativa, possui mansões, hotéis de luxo, segurança particular e vias arborizadas.